# Messubodsjön
Messubodsjön är en sjö i Ljusdals kommun i Hälsingland och ingår i Ljusnans huvudavrinningsområde. Sjön har en area på 0,462 kvadratkilometer och ligger 339 meter över havet.

## Delavrinningsområde
Messubodsjön ingår i det delavrinningsområde (687501-146639) som SMHI kallar för Utloppet av Kerstasjön. Medelhöjden är 347 meter över havet och ytan är 22,42 kvadratkilometer. Räknas de 8 avrinningsområdena uppströms in blir den ackumulerade arean 76,9 kvadratkilometer. Kårån som avvattnar avrinningsområdet har biflödesordning 2, vilket innebär att vattnet flödar genom totalt 2 vattendrag innan det når havet efter 176 kilometer. Avrinningsområdet består mestadels av skog (79 procent). Avrinningsområdet har 1,28 kvadratkilometer vattenytor vilket ger det en sjöprocent på 5,7 procent.